# Jahrbuch des Kreises Düren
Das Jahrbuch des Kreises Düren ist ein jährlich erscheinendes Heimatjahrbuch des Kreises Düren.
Das heutige Jahrbuch des Kreises Düren erschien erstmals im Jahre 1962 und hieß damals Heimatjahrbuch (Jahreszahl) – Kreis Düren. 1975 wurde der Titel in Jahrbuch des Kreises Düren (Jahreszahl) abgeändert.
In diesem Jahrbuch werden wissenschaftliche Abhandlungen zur Kultur, Wirtschaft und Geschichte von örtlichen, aber auch überörtlichen Autoren veröffentlicht. Einer der Autoren ist z. B. Karl Heinz Türk. Des Weiteren erhält jede der 15 kreisangehörigen Kommunen die Möglichkeit, in der Rubrik „Aus Städten und Gemeinden“ aus ihrem Bereich gesondert in Artikeln zu berichten. Außerdem berichtet der Kreis Düren selbst in einer anderen Rubrik über Ereignisse, z. B. Verdienstkreuzverleihungen oder über Einrichtungen des Kreises Düren. Außerdem ist eine Literaturauswahl vorhanden, d. h., es wird auf regionale Neuerscheinungen hingewiesen.
Jedes Buch hat ca. 200 Seiten und wird über den Buchhandel vertrieben. Es beinhaltet auch zahlreiche Abbildungen und wird im Format 165 × 225 mm, kartoniert, herausgegeben.